# Musikaliska sällskapet
Denna artikel handlar om Musikaliska sällskapet i Stockholm. För andra betydelser av Musikaliska sällskapet, se Musikaliska sällskapet (olika betydelser).
Musikaliska sällskapet, (även Konsertföreningens kör Musikaliska sällskapet), en blandad kör grundad 1907 under namnet SSUH-kören. 1916 byttes namnet till Musikaliska Sällskapet. Kören inledde samarbete med Stockholms Konsertförening 1927. Tillsammans med Konsertföreningens orkester, Kungliga Filharmoniska Orkestern, framförde man större körverk. Kören medverkade vid festivaler i Edinburgh, Berlin och Wrocław samt konserterade vid flera tillfällen i Finland och Israel. David Åhlén ledde kören fram till 1945, och från detta år till 1973 leddes den av Johannes Norrby, Konsertföreningens direktör sedan 1939. Dirigent 1974–1983 var Anders Öhrwall och från 1984 Stefan Parkman, senare Per Borin och Ragnar Bohlin. Kören ändrade 1972 namn till Stockholms filharmoniska kör Musikaliska sällskapet och senare till Kungliga Filharmoniska kören. Körverksamheten är sedan slutet av 1990-talet nedlagd. Namnet "Musikaliska sällskapet" har bevarats i en kamratförening, vars medlemmar är f.d. sångare i de ovan nämnda körerna. Medlemmarna, som numera främst består av pensionärer, ses fortfarande varje år och sjunger tillsammans; oftast under ledning av någon av de tidigare eminenta dirigenterna. Vid sammankomsterna är det också brukligt att ett spännande föredrag hålls av någon gäst. Då föreningen firade 95 år 2022 intogs en  festmåltid efter att sällskapet sjungit Vivaldis Gloria under ledning av Stefan Parkman till bords. Nuvarande ordförande är Jeanette Clayton.

## Diskografi
- Johannes Brahms: Ein deutsches Requiem (1948, 1970)
- Moses Pergament: Den judiska sången (1974)
- Allan Pettersson: Symfoni nr 12 (1977)
- Otto Olsson: Requiem (1984)